# Baptyści w Brazylii
Baptyści w Brazylii – baptyści są jedną z największych denominacji chrześcijańskich w kraju. Posiadają ponad 150-letnią tradycję. Jest to drugie co do wielkości protestanckie wyznanie w Brazylii, oraz największa baptystyczna społeczność w Ameryce Południowej.

## Historia
Pierwszym baptystą w Brazylii był należący do Południowej Konwencji Baptystycznej amerykański misjonarz Thomas Jefferson Bowen, przybył on do Brazylii w roku 1860.
W tym samym czasie w Stanach Zjednoczonych trwała wojna secesyjna, przez co do Brazylii napłynęło wielu emigrantów z Południa USA. w 1871 roku założyli oni pierwszy kościół baptystów w Brazylii, jego pastorem był Richard Ratcliff, jednak nabożeństwa odbywały się po angielsku, więc niewielu miejscowych zainteresowało się kościołem.
Pierwsze nabożeństwa portugalsko języczne odbyły się po przybyciu do Brazylii misjonarza Williama Buck Bagby oraz jego żony Anny Luther Bagby którzy szybko nauczyli się portugalskiego. Ich nauczycielem był rzymskokatolicki ksiądz Antonio Teixeira de Albuquerque, który jednak z czasem opuścił Kościół Rzymski i został jako pierwszy Brazylijczyk duchownym Baptystycznym.
W 1882 roku małżeństwo Bagby oraz były ksiądz Antonio Teixeira de Albuquerque założyli Pierwszy Kościół Baptystów w Bahia.
Przez kolejne 25 lat małżeństwo Bagby wspierani przez innych misjonarzy założyli 83 kościoły.
Sukcesy misyjne w Północnej Brazylii spowodowały, że William Bagby zdecydował się pojechać do Rio De Janeiro gdzie założył w roku 1884 Pierwszy Kościół Baptystów w Rio de Janeiro, w chwili powołania miał on 4 członków, zbór istnieje do dziś i obecnie liczy około 2000 ochrzczonych członków.
W roku 1907 powołano pierwszą brazylijską unię kościołów baptystycznych - Brazylijską Konwencję Baptystyczną.

## Współczesność

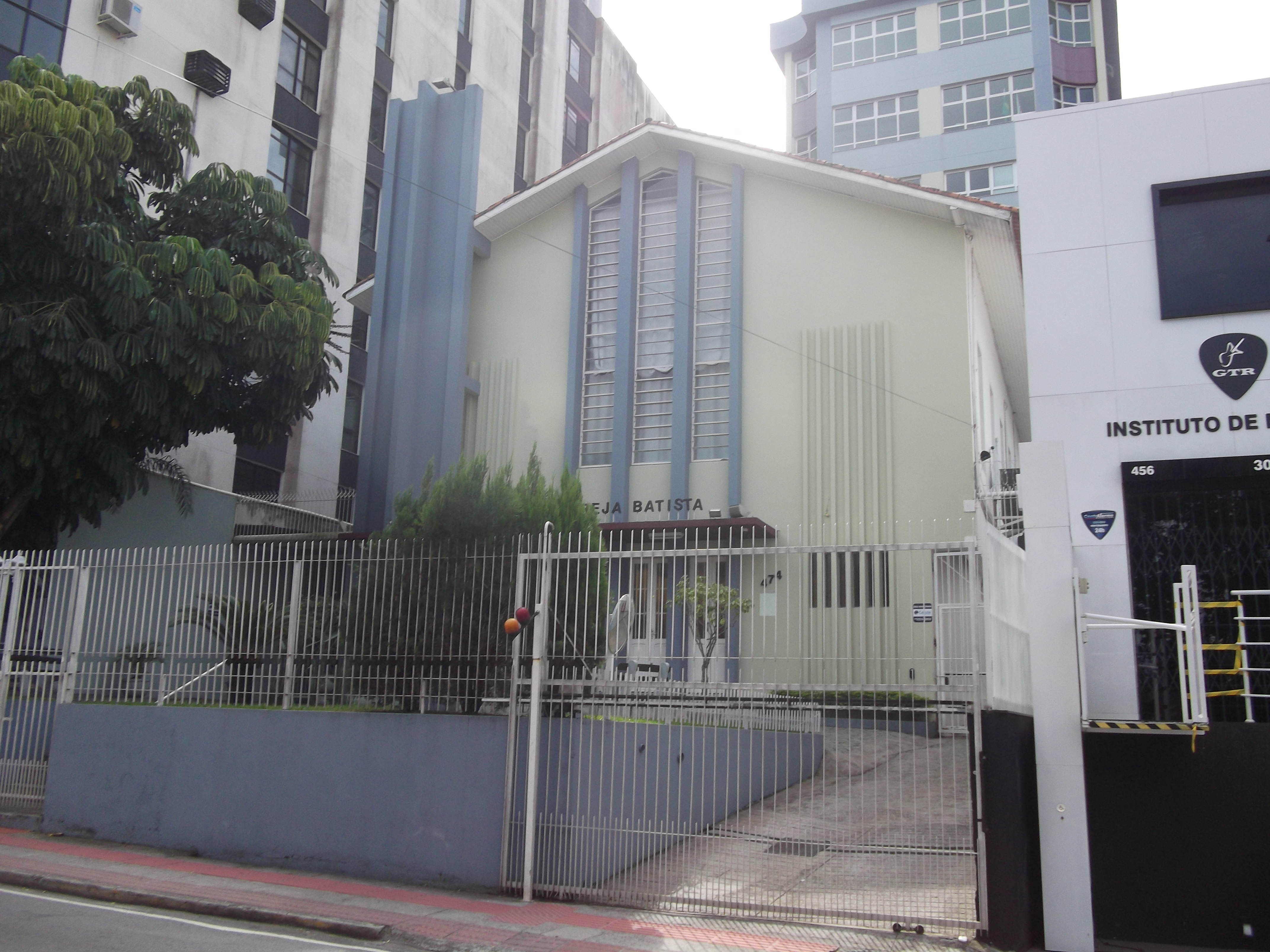
Pierwszy Kościół Baptystów we Florianopolis

Jeszcze w pierwszej połowie XX wieku baptyści byli największym protestanckim wyznaniem w Brazylii, jednak obecnie wyprzedziły ich Ruchy zielonoświątkowe, które są najszybciej rozwijającymi się wyznaniami w kraju.
Podobnie jak Brazylijscy zielonoświątkowcy, również baptyści w tym kraju nie tworzą jednego kościoła, lecz podzieleni są na kilka denominacji. Jednak największe i najważniejsze są trzy unie należące do Światowego Związku Baptystycznego. Są to:
- Brazylijska Konwencja Baptystyczna - Największa i najstarsza unia w Brazylii. Zbory do niej należące reprezentują główny nurt dzisiejszego baptyzmu, tzw. Baptyści generalni.
- Narodowa Konwencja Baptystyczna - Druga co do wielkości unia baptystyczna w Brazylii. Należą do niej zbory charyzmatyczne tzw. baptykostalne. Jest to najszybciej rozwijająca się denominacja baptystyczna w kraju.
- Konwencja Niezależnych Baptystów - Zbliżona do Brazylijskiej Konwencji Baptystycznej, wywodzi się z tradycji skandynawskiej.

Ponadto w kraju istnieją również wspólnoty reformowanych baptystów, którzy wyznają kalwińską naukę o predestynacji, i są najbliżej związane z pierwotnym, XVII i XVIII wiecznym baptyzmem.
A także Baptyści dnia siódmego, którzy przyjmują sobotę jako dzień święty.
Poza tym działalność prowadzą również liczne niezależne zbory i denominacje o charakterze fundamentalnym i charyzmatycznym.
Według danych z 2013 roku trzy brazylijskie unie baptystyczne zrzeszone w ramach Światowego Związku Baptystycznego liczyły około 2 100 000 pełnoprawnych członków oraz 11,5 tysiąca zborów. Jednak do tego należy doliczyć dzieci i młodzież oraz dość dużą liczbę członków innych wspólnot baptystycznych.